# 1886年ウィンブルドン選手権
1886年 ウィンブルドン選手権（1886ねんウィンブルドンせんしゅけん、英語: The Championships, Wimbledon 1886）に関する記事。イギリス・ロンドン郊外にある「オールイングランド・ローンテニス・アンド・クローケー・クラブ」にて開催。

## 大会の流れ
- 男子シングルスは、1878年の第2回大会から「チャレンジ・ラウンド」（Challenge Round, 挑戦者決定戦）と「オールカマーズ・ファイナル」（All-Comers Final）で優勝を決定する方式になった。大会前年度優勝者を除く選手は「チャレンジ・ラウンド」に出場し、前年度優勝者への挑戦権を争う。前年度優勝者は、無条件で「オールカマーズ・ファイナル」に出場できる。チャレンジ・ラウンドの勝者と前年度優勝者による「オールカマーズ・ファイナル」で、当年度の選手権優勝者を決定した。
- 女子シングルスは、第3回大会にあたる本年からチャレンジ・ラウンド制を導入した。
- 初期のウィンブルドン選手権のように、外国人出場者が少なかった時期は、地元イギリス人選手の国旗表示を省略する。

## 大会前年度優勝者
- 男子シングルス：ウィリアム・レンショー
- 女子シングルス：モード・ワトソン
- 男子ダブルス：ウィリアム・レンショー＆アーネスト・レンショー

## 男子シングルス

### チャレンジラウンド
準々決勝
- ハーバート・ローフォード vs.  ウィロビー・ハミルトン　8-6, 6-1, 8-6
- T・R・ガーベイ vs. ウィリアム・テーラー　8-6, 6-4, 2-6, 6-3
- アーネスト・ルイス vs. アーネスト・レンショー　4-6, 5-7, 6-4, 6-1, 6-0
- ハーバート・ウィルバーフォース vs. C・H・A・ロス　3-6, 2-6, 6-4, 6-2, 6-4

準決勝
- ハーバート・ローフォード vs. T・R・ガーベイ　6-3, 6-2, 6-0
- アーネスト・ルイス vs. ハーバート・ウィルバーフォース　3-6, 6-2, 1-6, 6-1, 6-3

決勝
- ハーバート・ローフォード vs. アーネスト・ルイス　6-2, 6-3, 2-6, 4-6, 6-4

### オールカマーズ決勝
- ウィリアム・レンショー vs. ハーバート・ローフォード　6-0, 5-7, 6-3, 6-4　（W・レンショーが本大会の優勝者になる。大会6連覇）

## 女子シングルス

### チャレンジラウンド
準々決勝
- エディット・モード・シャックル vs. J・マッケンジー　6-3, 6-4
- A・テーバー vs. F・M・ピアソン　6-1, 6-2
- ブランチ・ビングリー vs. J・シャックル　6-2, 6-1
- リリアン・ワトソン vs. A・M・チャンバース　6-3, 6-3

準決勝
- A・テーバー vs. エディット・モード・シャックル　6-4, 7-5
- ブランチ・ビングリー vs. リリアン・ワトソン　6-3, 8-6

決勝
- ブランチ・ビングリー vs. A・テーバー　6-2, 6-0

### オールカマーズ決勝
- ブランチ・ビングリー vs. モード・ワトソン　6-3, 6-3　（ビングリーが本大会の優勝者になる）

## 決勝戦の結果
男子シングルス
- ウィリアム・レンショー vs. ハーバート・ローフォード　6-0, 5-7, 6-3, 6-4

女子シングルス
- ブランチ・ビングリー vs. モード・ワトソン　6-3, 6-3

男子ダブルス
- ウィリアム・レンショー＆アーネスト・レンショー vs. クロード・ファラー＆アーサー・スタンレー　6-3, 6-3, 4-6, 7-5